# Nhan Hà
Nhan Hà (tiếng Trung: 顏何; bính âm: Yan He), tự Nhiễm (冉) hay Xứng (稱), người nước Lỗ thời Xuân thu, là một trong những đệ tử của Khổng Tử.

## Cuộc đời
Cuộc đời của Nhan Tổ không được ghi chép lại. Nhan Hà không được nhắc tới trong phiên bản sách Khổng Tử gia ngữ còn lại ngày nay. Năm 72, thời Hán Minh Đế, Nhan Tổ được phối thờ trong Khổng miếu. Năm 1530, thời Gia Tĩnh, bỏ thờ.